# Crazy (canción de Simple Plan)
«Crazy» es el cuarto y último sencillo del segundo álbum de estudio de Simple Plan, Still Not Getting Any....

## Listado de canciones
1. «Crazy»
2. «Addicted»

## Información de la canción
La canción trata acerca de reflexiones sobre la situación actual del mundo. Se hacen comparaciones entre situaciones como las de la gente rica y los pobres, o como la forma de actuar de los padres ante los niños.
Algunos temas que se trata son deseos de las jóvenes por verse bien, cirugías, fotomontajes falsos en revistas, pobreza y las insistente acusación de que a nadie le interesa. Considerando esta canción como representantes de la realidad del mundo, como niñas mueren y hacen lo que sean solo por salir en la portada de una revista, montones de cirugías, los problemas de anorexia, bulimia, son reflejados aquí. También las peleas dentro de las familias, las guerras que vive el mundo, las tantas muertes que vemos a diario, niños están muriendo en las calles por falta de alimento, de un hogar digno. 
Esta sensibilidad social de Simple Plan no sólo se ve reflejada en sus letras sino que también han creado una fundación para jóvenes con problemas de adicción o de suicidio.

## Posiciones
«Crazy» no entró al Billboard Hot 100. El vídeo, sin embargo, recibió elogios en MTV. Llegó al número uno en TRL. La canción también se convirtió top 5 en Canadá, llegando al número 4. Esta canción es también una de las canciones más serias del disco, Still Not Getting Any..., hablando sobre la sociedad de hoy y sus problemas.

## Información del video
El vídeo del sencillo inicia con escenas en blanco y negro de los integrantes de la banda interpretando la canción, pero un poco antes del final del video empieza a aparecer el color simbolizando que cualquier asunto complicado de la vida tiene su solución y puede ser mejor. Así mismo se hacen intercambios de escenas en las cuales aparecen problemáticas de la vida común.
El vídeo se grabó con los integrantes de la banda por separado. En él la banda nunca aparece junta como en otros videos.
- Datos: Q2076573